# Нашествие (телесериал)
«Нашествие», или «Вторжение» (англ. Invasion) — американский научно-фантастический телевизионный сериал, который транслировался по каналу ABC в течение одного сезона с 21 сентября 2005 года по 17 мая 2006 года. Шоу было выпущено Shaun Cassidy Productions и Warner Bros. Television.

## Сюжет
Сериал рассказывает историю о последствиях урагана, принесшего на Землю инопланетных существ. События происходят в небольшом городке Флориды, где после катастрофы жители начинают изменяться и странно себя вести. Инопланетяне обитают в воде, захватывают людей и создают их бездушных клонов. К середине сезона история превращается в драму, затрагивающую вопросы, что определяет нас как людей: наше отношение к тем, кто рядом, наши решения и поступки, вера и любовь.

## В ролях
- Уильям Фихтнер — шериф Том Андерлей
- Эдди Сибриан — Рассел Вейрон
- Кэри Матчетт — Доктор Мариэл Андерлей
- Лиза Шеридан — Ларкин Гровс
- Тайлер Лэбин — Дейв Гровс
- Алексис Дзена — Кира Андерлей
- Эван Питерс — Джесси Вейрон
- Ариэль Гейд — Роуз Вейрон
- Аиша Хиндс — Мона Гомес
- Натан Везель — Льюис Серк
- Джеймс Фрейн — Сзура